# George G. Loving

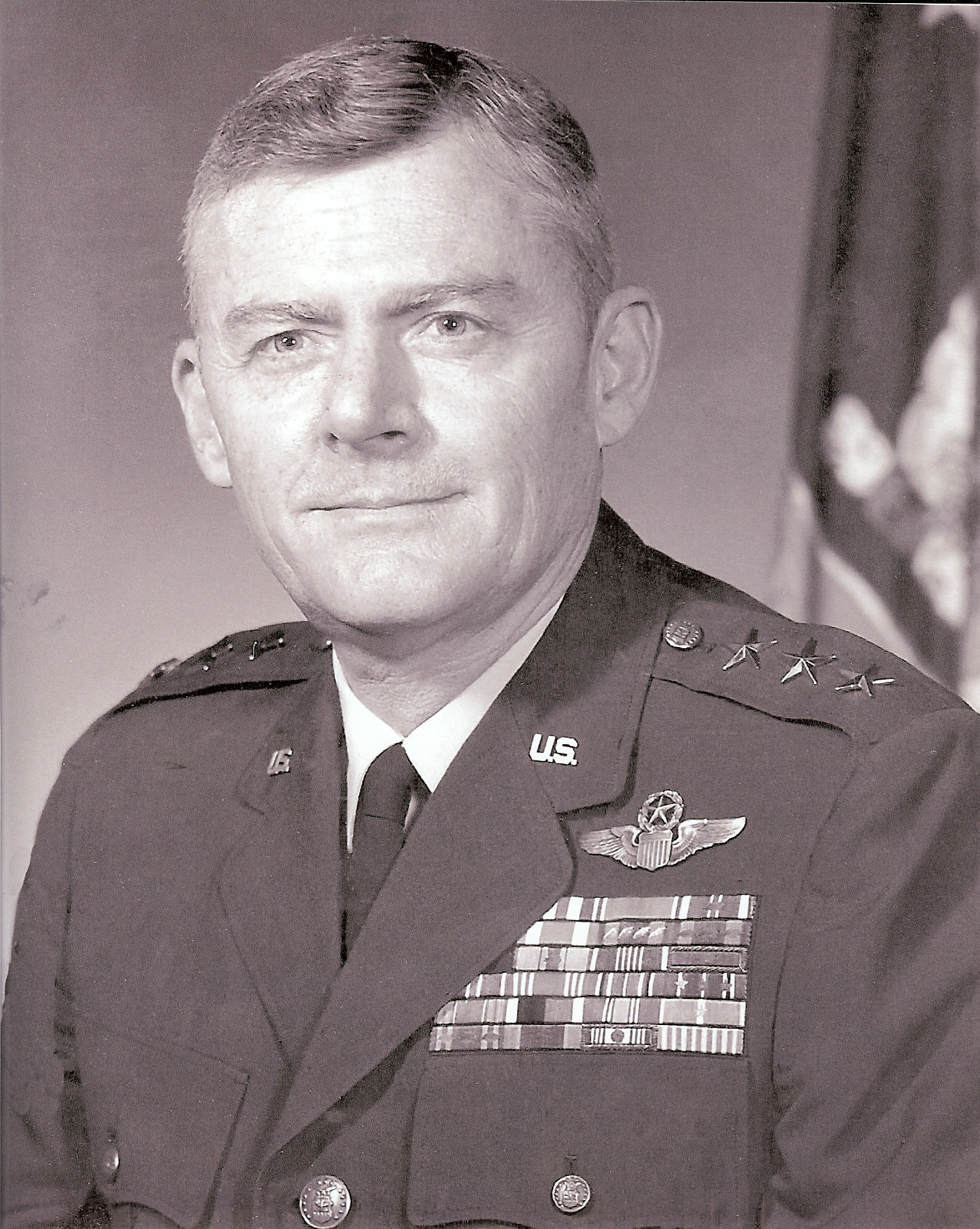
George G. Loving Jr.

George Gilmer Loving Jr. (* 7. August 1923 in Roanoke, Virginia; † 31. Dezember 2016 in Williamsburg, James City County, Virginia) war ein Generalleutnant der United States Air Force. Er war unter anderem Kommandeur der United States Forces Japan und der 5. Luftflotte.
Er besuchte die öffentlichen Schulen seiner Heimat sowie die High School und das College in Lynchburg. Im März 1942 trat er während des Zweiten Weltkriegs als einfacher Soldat dem amerikanischen Militär bei. Er absolvierte eine Fliegerausbildung und eine Offiziersschule. Im Jahr 1943 wurde er als Leutnant in das Offizierskorps der United States Army aufgenommen und den United States Army Air Forces zugeteilt. In der Armee bzw. ab 1947 in der Air Force durchlief er anschließend alle Offiziersränge vom Leutnant bis zum Drei-Sterne-General.
Im Lauf seiner militärischen Karriere absolvierte er verschiedene Kurse und Schulungen. Dazu gehörten unter anderem eine Ausbildung zum Kampfpiloten und weitere Fortbildungskurse als Pilot neuer Flugzeugtypen; das Air Command and Staff College und das Air War College. Außerdem erhielt er akademische Grade von der University of Alabama und der George Washington University.
Nach seiner Zulassung als Kampfpilot im Jahr 1943 wurde George Loving in dieser Funktion auf dem europäischen Kriegsschauplatz eingesetzt. Dabei gehörte er der 31st Fighter Group an. Mit verschiedenen Flugzeugtypen flog er insgesamt 151 Einsätze über Italien, dem südlichen Frankreich, Deutschland, der Tschechoslowakei und einigen osteuropäischen Staaten. Dabei gelangen ihm fünf Abschüsse feindlicher Flugzeuge.
Im Oktober 1944 kehrte er in die Vereinigten Staaten zurück. Dort war er unter anderem als Flugausbilder und Staffelkommandeur tätig. Im Juli 1946 wurde er auf die Itazuke Air Base in Japan versetzt, wo er zu den dortigen amerikanischen Besatzungstruppen gehörte. Im weiteren Verlauf kommandierte er dort die 433d Fighter Squadron. Im Jahr 1947 wurde er in die neugegründete United States Air Force übernommen.
Nach seiner Rückkehr in die Vereinigten Staaten im Januar 1949 war Loving zunächst Stabsoffizier beim Air Force Reserve Training Center auf dem Byrd Field in Virginia. Ab Juni 1949 war er Stabsoffizier für Personalangelegenheiten bei der 9. Luftflotte (Ninth Air Force). Zwischen Juli 1950 und August 1951 war er im Koreakrieg eingesetzt. Dort kommandierte er unter anderem die 9. Kampfbomberschwadron (9th Fighter-Bomber Squadron). Dabei flog er 113 Kampfeinsätze auf feindliche Ziele.
Daran schloss sich eine Versetzung zur Eglin Air Force Base in Florida an. Dort war er zwischen September 1951 und Juli 1955 als Projektoffizier für die Erprobung verschiedener Flugzeugtypen und Waffensysteme einschließlich der Munition verantwortlich. Nach dem anschließenden Studium am Air Command and Staff College war George Loving für einige Zeit Mitglied der Fakultät dieser Ausbildungsstätte.
Zwischen April 1960 und Juli 1962 war er in Taiwan stationiert. Dort diente er dem nationalchinesischen National War College als Berater (U.S. adviser to the Republic of China's National War College). Daran schloss sich eine bis zum Jahr 1964 andauernde Versetzung zum Stab des Tactical Air Commands auf der Langley Air Force Base in Virginia an. Anschließend absolvierte er im Jahr 1965 das Air War College. Danach gehörte er der Aerospace Doctrine Division, einer Unterabteilung der Stabsabteilung für Planungen und Operationen des Hauptquartiers der Luftwaffe, an.
Zwischen Juni 1970 und Januar 1973 leitete George Loving Jr. das Air Command and Staff College. Danach gehörte er bis zum Januar 1975 erneut dem Stab des Hauptquartiers der Air Force an. Dort war er Abteilungsleiter in dessen Stabsabteilung für Planungen. Danach wurde er ab Januar 1975 Vertreter der Joint Chiefs of Staff für Abrüstungsfragen und Truppenabbau (Joint Chiefs of Staff Representative for Mutual and Balanced Force Reduction). In diesem Zusammenhang war er auch Mitglied der amerikanischen Delegation bei Abrüstungsgesprächen in Wien.
Zwischen August 1975 und Juni 1977 kommandierte Loving die der NATO unterstehende Sixth Allied Tactical Air Force. Diese war in Izmir in der Türkei stationiert. Daran schloss sich eine Versetzung nach Japan an. Am 22. Juni 1977 übernahm er dort als Nachfolger von Walter T. Galligan das Kommando über die United States Forces Japan und die 5. Luftflotte. Diese Ämter bekleidete er bis zum 14. Juni 1979 als William H. Ginn Jr. seine Nachfolge antrat. Anschließend schied er aus dem aktiven Militärdienst aus.
Nach seiner Pensionierung war George Loving für einige Zeit als Berater der RAND Corporation tätig. Für sieben Jahre war er Geschäftsführer der Marie Selby Botanical Gardens in Sarasota in Florida. Ab 1997 lebte er in Williamsburg in Virginia, wo er am 31. Dezember 2016 verstarb. Er fand seine letzte Ruhestätte auf dem amerikanischen Nationalfriedhof Arlington. Im Jahr 2012 wurde er in die Virginia Aviation Hall of Fame aufgenommen.

## Orden und Auszeichnungen
George Loving Jr. erhielt im Lauf seiner militärischen Laufbahn unter anderem folgende Auszeichnungen:
- Air Force Distinguished Service Medal
- Silver Star
- Legion of Merit
- Distinguished Flying Cross
- Air Medal
- Meritorious Service Medal
- Air Force Commendation Medal
- Army Commendation Medal
- Presidential Unit Citation